# Peugeot Type 83 e 93
Le Type 83 e 93 erano due autovetture di fascia alta prodotte tra il 1906 ed il 1907 dalla Casa automobilistica francese Peugeot.

## Profilo
Erano due limousine di spiccata vocazione familiare, in grado di fornire un elevato livello di comfort per l'epoca unito a motorizzazioni relativamente potenti (sempre per l'epoca). Si poneva quindi in una fascia di mercato decisamente alta, quasi da vettura di lusso, ben al di sopra delle già costose Peugeot Type 82, 92 e 104. Erano caratterizzate dal medesimo telaio e da ingombri identici ed erano entrambe equipaggiate da un 4 cilindri da 6371 cm³ di cilindrata. Le dimensioni erano generose per l'epoca, con una lunghezza di 4.2 m. La Type 83 fu prodotta nel 1906 in 71 esemplari, mentre la Type 93 che la sostituì fu prodotta in 164 esemplari.